# Fort Saumarez
Fort Saumarez ist ein Martello-Turm in der Gemeinde Saint Pierre du Bois auf der Kanalinsel Guernsey. Es liegt auf einer Landzunge, die den nördlichsten Punkt der Halbinsel L'Erée bildet und sich bis zum Lihou-Damm erstreckt.

## Martello-Turm
Der Martello-Turm wurde 1804, nach dem Beginn der Koalitionskriege und in der Amtszeit des Lieutenant Governor Sir John Doyle, an der Stelle einer bereits existierenden Batterie errichtet. Doyle benannte den Turm nach einem in Guernsey geborenen, bekannten Captain der Royal Navy James Saumarez, 1. Baron de Saumarez, der zu dieser Zeit die britische Marine auf den Kanalinseln befehligte. Um die Sache zu vereinfachen, beauftragte Doyle einen örtlichen Baumeister namens Gray, den Turm zu bauen, und zwei andere unter dem Begriff „Feldarbeiten“, um das Ordnance Corps zu umgehen.
Fort Saumarez war, wie die beiden anderen Martello-Türme auf Guernsey, Fort Grey und Fort Hommet, als Donjon für die jeweilige Batterie gedacht, in der sie gebaut wurden. Die Martello-Türme in Guernsey sind kleiner als die in Großbritannien; Fort Saumarez und Fort Hommet sind wiederum kleiner als Fort Grey. Auf jedem dieser Türme war eine Karronade auf dem Dach zum Schutz der Batterie montiert. Fort Saumarez und Fort Hommet besitzen noch Außentreppen bis zum 2. Obergeschoss.
Doyle war auch für den Bau umfangreicher Forts an anderen Stellen in Guernsey verantwortlich, darunter die beiden anderen Martello-Türme. Wegen seiner Lage diente Fort Saumarez auch als eine der 6–10 optischen Telegrafenstationen die um die Küste der Insel angelegt wurden, um vor sich nähernden Schiffen zu warnen.
1852 erhielt die Batterie bei Fort Saumarez 32-Pfünder-Kanonen und 8”-Granatenwerfer anstelle einiger ihrer 24-Pfünder-Kanonen.

## Stützpunkt Langenberg
Im Zweiten Weltkrieg, während der Besetzung der Kanalinseln, erkannten die Deutschen die gute taktische Position dieses Küstenabschnittes und errichteten einen vierstöckigen Beobachtungsturm aus Beton auf dem schon existierenden Turm. Irgendwann wurde die Batterie um Fort Saumarez abgerissen. Fort Saumarez ist heute in privater Hand und nicht öffentlich zugänglich.
Auf der Landzunge installierten die Deutschen eine Kasematte für eine nach Norden zeigende 4,7-cm-Panzerabwehrkanone 36(t) und eine für ein 10,5-cm-K-331 (f). Ein 60-cm-Suchscheinwerfer wurde in der Nähe des Grabensystems aufgebaut, das auch einen Tobruk-Schützengraben mit einer 3,7-cm-Panzerabwehrkanone 36 in einem Drehturm enthielt. Ein Bunker für einen Maschinengranatwerfer M19, eine 5-cm-Panzerabwehrkanone 38, ein Bunker für die Bedienmannschaften, eine Kasematte für eine 4,7-cm-Panzerabwehrkanone 36 (t) und eine für eine 10,5-cm-K-331 (f) zeigen nach Süden, zusammen mit einem weiteren 60-cm-Suchscheinwerfer.